# Sophia Taylor Ali
Sophia Taylor Ramseyer Ali, née le 7 novembre 1995 à San Diego (Californie), est une actrice américaine. Elle est surtout connue pour ses rôles dans Faking It, Grey's Anatomy et The Wilds.

## Biographie
Née d'une mère américaine et d'un père pakistanais, Sophia Ali passe ces cinq premières années de sa vie à Dubaï. Très tôt, elle pratique la danse et s'intéresse aux métiers de la scène. Lorsque ses parents reviennent aux Etats-Unis et emménagent à Dallas, elle commence à décrocher des rôles pour la télévision, le cinéma et la publicité.

### Vie privée
En août 2017, elle est en couple avec l'acteur Tyler Posey, son partenaire dans le film Action ou Vérité. En décembre 2019, il annonce leur séparation après deux ans de relation.

## Filmographie

### Cinéma
- 2007 : Missionary Man de Dolph Lundgren : la fille indienne
- 2008 : Ma super nièce ! (The Longshots) de Fred Durst : la première fille
- 2015 : Walking with the Dead de Scott Dow : Brooklyn
- 2016 : Everybody Wants Some!! de Richard Linklater : la colocataire de Beverly
- 2016 : Mono de Jarrett Lee Conaway : Brooke
- 2017 : Bad Kids of Crestview Academy de Ben Browder : Faith Jackson
- 2018 : Action ou Vérité (Truth or Dare) de Jeff Wadlow : Penelope Amari
- 2021 : India Sweets and Spices de Geeta Malik : Alia Kapur
- 2021 : The F*** Happened de Tony E. Valenzuela : Molly
- 2022 : Uncharted de Ruben Fleischer : Chloe Frazer[3]
- 2022 : Mouthpiece (court métrage) d'elle-même et Violett Beane : Ophelia

Prochainement
- TBA : Above The Line de Jeffrey Scott Collins : Princess
- (en projet) : Uncharted 2 : Chloe Frazer

### Télévision
- 2006 : Barney : elle-même
- 2010 : Shake It Up : Tasha
- 2011 : Les Experts : Miami : Samantha Downey
- 2012 : Melissa and Joey : Scarlett
- 2014 : Tyrant : Samira Nadal
- 2016 : Faking It : Sabrina (5 épisodes)
- 2017 : The Mindy Project : Parvati
- 2017-2019 : Grey's Anatomy : Dr Dahlia Qadri (27 épisodes)[4]
- 2018 : Very Bad Nanny : Alexis
- 2018 : Famous in Love : Joanie (4 épisodes)
- 2020 - 2022 : The Wilds : Fatin Jadmani (18 épisodes)
- 2024 : Chicago Med : Dr. Zola Ahmad